# مقام يعقوب بن عبد الرحمن
مقام يعقوب بن عبد الرحمن، ويقع في شارع فؤاد في مدينة الإسكندرية، وهو عبارة عن بناءٍ في داخله ضريح يُنسب إلى يعقوب بن عبد الرحمن بن محمد وهو تابعي وقارئ مدني وراوٍ للحديث النبوي عن أبي هريرة. تبلغ مساحة المقام 25 مترًا مربعًا، وهو مبنيٌ على الطراز الإسلامي القديم وتعلوه قُبةٌ محفورٌ عليها أجزاءٌ من آية الكرسي.
كُتب في مقدمة مدخل المقام:

## التاريخ

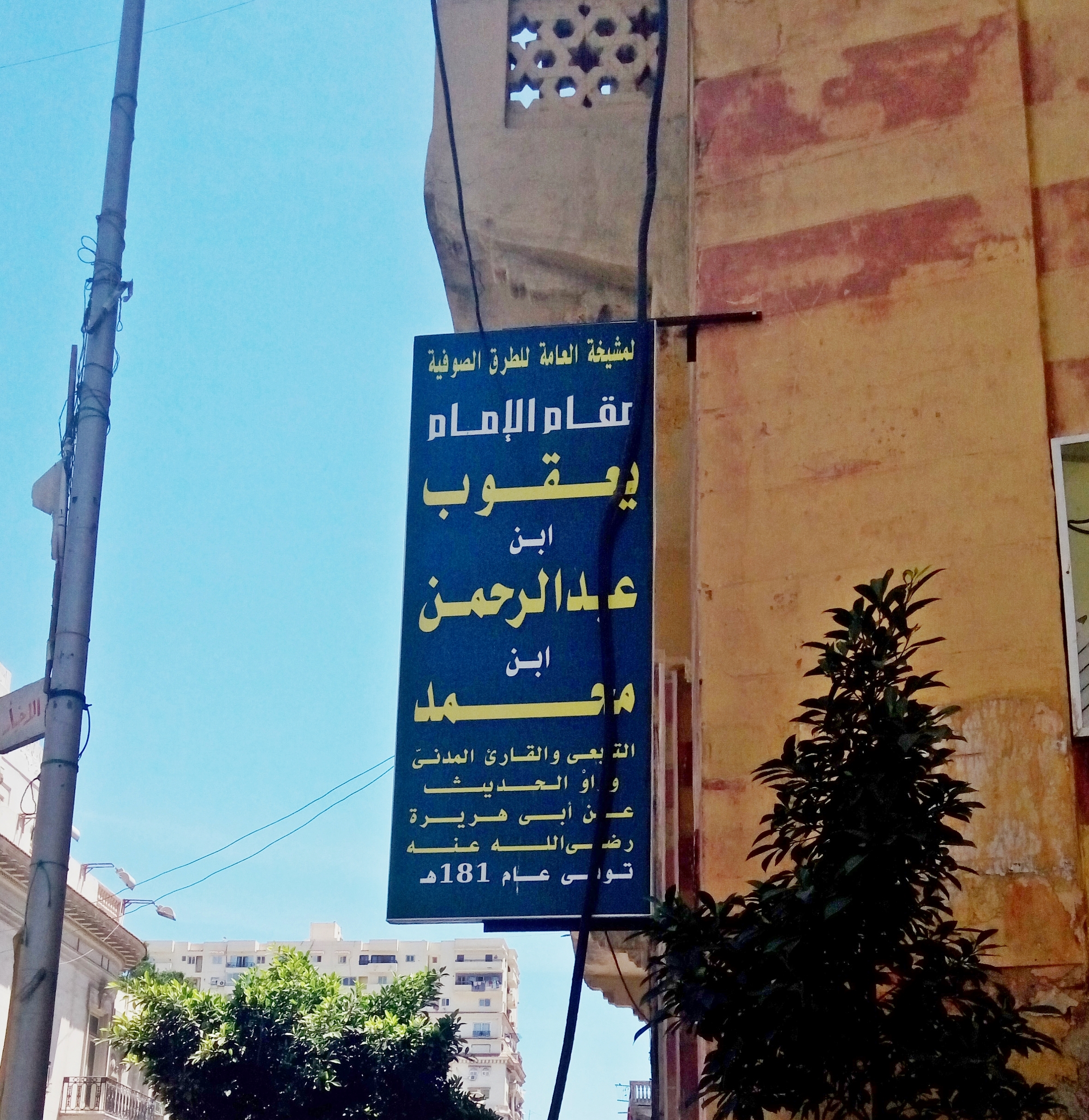
إشارة على مدخل المقام

يعقوب بن عبد الرحمن بن محمد والذي تُوفي عام 181هـ، حيثُ تذكر المصادر أنهُ قدمَ إلى الإسكندرية مع رفيقه عبد الله بن علي زين العابدين وعمة رفيقه زينب بنت الحسين، وذلك بعد فتنة مقتل الحسين، حيث نزلوا إلى الإسكندرية، واتخذوها مكانًا لنشر إسلام. كان يعقوب بن عبد الرحمن وعبد الله بن علي زين العابدين يتخذان من مكان المقام مقرًا لتعليم الناس ونشر الدعوة الإسلامية والأحاديث النبوية، حيثُ يقع مقام عبد الله بن علي زين العابدين في الجهة المقابلة بنفس الشارع.
تذكر المصادر أنَّ يعقوب بن عبد الرحمن يعودُ نسبه إلى قرية القار بالمدينة المنورة، وأنه روى الحديث عن أبيه وكذلك عن موسى بن عقبة وعن ابن وهب وعن ابن معين، وقد عُرف عنه أنه تفقه في الأحاديث، ويقع مدفن باق سلالته في مجمع الأضرحة بمنطقة أبو العباس.
كان هُناك تخوفٌ من إعادة افتتاح المقام في أثناء ثورة 25 يناير خوفًا من احتراقه، وذلك لأنه قريبٌ من عددٍ كبير من المؤسسات الحكومية والمباني التي احترقت بالكامل، أما المشيخة العامة للطرق الصوفية بالإسكندرية فتذكر أنَّ سبب إغلاق المقام في هذه الفترة يعود إلى مطالبات السلفيين بهدم الأضرحة، وأنَّ المشيخة قد شكلت لجان لحماية المقام.
تتبع إدارة المقام إلى المشيخة العامة للطرق الصوفية بالإسكندرية، والتي تذكرُ أنَّ المقام يحتوي على ضريح يعقوب بن عبد الرحمن بن محمد، تكسوه كسوةٌ خضراء، وأعلى الصندوق الشاهد الخاص به، حيثُ يتوافد عليه وفود من لبنان وسوريا وكثيرٍ من المدن المصرية.
في 11 أبريل 2018 نشب حريقُ في داخل مقام يعقوب بن عبد الرحمن بن محمد، وتمكنت الحماية المدنية بالإسكندرية من السيطرة على الحريق وإخماده، وبعد الفحص تبين أن الحريق حدث بسبب كمياتٍ من مخلفات الورق الكرتون والأخشاب داخل المقام، كما لم تحدث أي إصاباتٍ أو تلفياتٍ تُذكر، كما ذُكر أنَّ سبب الحريق نتيجة حدوث تماس كهربائي بالأسلاك المُوصلة للمقام. أُغلق المقام بعدها، وخضع للترميم.

## روابط خارجية
- جولة في مقام يعقوب بن عبد الرحمن بالإسكندرية على يوتيوب